# 李元亨 (畫家)
李元亨（1936年5月23日—2020年10月13日），臺灣畫家，出生於彰化鹿港，畢業於國立臺灣師範大學美術系，長年旅居法國，為「五月畫會」成員之一。

## 生平
1936年出生於彰化鹿港，父親李啓芳先生為公學校教員，育有十一名子女，李元亨排行第七，因此幼小時生活較為辛苦，當年考大學時因父親重病，選擇念公費學校，因此誤打誤撞考上了師大美術系，在此之前並未學過美術，術科考試時看到工作人員端出饅頭，以為是點心，沒想到是用來擦炭筆用的。於大學期間接受廖繼春、李石樵、馬白水、林玉山、陳慧坤等指導。1959年以雕塑第一和水彩第二獎的優異成績畢業。
1960年曾參與「五月畫會」第四屆的展覽，作品風格追求物象寫實，講究畫面結構、色彩與情調，曾多次榮獲省展、省公教展等名次獎項。1959年於國立臺灣師範大學美術系畢業後，在臺南善化中學以及彰化溪州中學任教，擔任教職七年後，1966年在臺北國軍文藝活動中心舉辦首次個展，其中一件大型雕塑「大時代舵手」，為高雄加工出口區管理處謝處長所收購，豎立於該區的中心。個展結束後勉強湊出一筆出國的旅費，為省費用買了一張至法國馬賽港的三等艙船票，經33天由海路遠渡重洋，抵達藝術之都的巴黎，進入巴黎高等美術學院雕塑浮雕系就讀，雕塑課的老師為羅丹之再傳弟子 Raymond Corbin，於法國學習的經驗成為他藝術創作上的轉折點。
1970年與同為留學生的邱康娘小姐結婚，1971年結束留學生生涯，開始加入法國藝術家公會，成為專職的藝術家。1974年以100號的大幅油畫「海邊少女」獲得法國藝術家沙龍繪畫部金牌獎的殊榮，被推為會員，入選法國國家沙龍。1975年參加 Dauville 都城國際藝術大展，榮獲水彩第一大獎。1976年於巴黎成立仿古漆畫工作室，開始研究中西仿古藝術及漆畫技法。1984年創作的雕塑作品「母愛」獲得法國春季沙龍雕塑部銀牌獎，1993年起成為法國藝術家沙龍繪畫部及雕刻部榮譽大獎評審委員，之後便持續擔任三年一聘的評審委員直到逝世前約26年的時間。
2007年100號油畫「故園」榮獲法國藝術家沙龍國際公爵大獎以及瑞士世界名人錄Swiss Who's Who頒於法國藝術家沙龍國際藝術大獎，此作2013年被臺灣企業家收藏，創下個人作品的新高價。同年受中信銀行委託塑造已故董事長辜濂松之巨型銅像，2016年於中國信託南港總部舉辦揭幕儀式。2019年應國父紀念館國家畫廊之邀舉辦「心韻的象徵─李元亨83藝術創作回顧展」，此次個展展出油畫91件、水彩8件、雕塑17件。2020年回台參加中興大學舉辦的「李元亨84年華・心韻特展」開幕，10月13日因病離世。

## 知名作品
- 「時代的舵手」青銅雕塑 45 x 90 x 180cm,1965.【全國美展金樽獎】
- 「故園」油畫 60F,1969.【1969年法國秋季沙龍入選】
- 「海邊少女」油畫 100F,1974. 【1974年法國藝術家沙龍金牌獎】，[11]，為國立臺灣美術館開館第一年典藏作品[3]。
- 「故園初夏」水彩 76 x 56cm,1976.【1976年法國都城國際展水彩畫第一大獎】
- 「母愛」青銅 50 x 65 x 85cm,1978.【1978年法國藝術家沙龍雕刻部銅牌獎】
- 「母愛」青銅 58 x 60 x 105m,1984.【法國藝術家沙龍展銀牌獎】
- 「故園」油畫 100F,2007.【2007年法國藝術家沙龍國際公爵大獎】【2007年瑞士世界名人錄頒於法國藝術家沙龍國際藝術大獎】[12]
- 「山谷中的農場」油畫 50F,2010.【彰化美術館開館首展】

※資料來源：《美的探索：心韻的象徵＿李元亨藝術創作六十年作品集》

## 作品集
- 《李元亨藝術創作巡迴展專輯》李元亨藝術創作工作室，2001/05, ISBN 9570276525.
- 《李元亨作集-美的探索》臺中市政府文化局, 2008/10/01, ISBN 9789860154900.
- 《美的探索：心韻的象徵＿李元亨藝術創作六十年作品集》彰化縣文化局，2015/10, ISBN 9789860462159.
- 《心韻的象徵＿李元亨83藝術創作回顧展》國父紀念館, 2018/12/01,ISBN 9789860597455.

## 外部連結
- .   [2022-02-15]. （原始内容存档于2022-05-16）.
- artnet website （页面存档备份，存于）
- Lee Yung-Han's Portfolio （页面存档备份，存于）
- Lee Yung-Han Official Website｜Painter．Sculptor．Watercolorist （页面存档备份，存于）